# Warren Snyder
Warren Snyder   (Toronto, 2 de març de 1903 - Toronto, 27 de març de 1957) fou un esportista canadenc que va competir durant la dècada de 1920. Destacà especialment en el remer, però també jugà a bàsquet, beisbol i futbol americà. En aquest darrer esport guanyà la Grey Cup de 1920.
El 1924 va prendre part en els Jocs Olímpics de París, on guanyà la medalla de plata en la prova del vuit amb timoner del programa de rem. Es va llicenciar en medicina per la Universitat de Toronto i el 1927.